# Stazioni della metropolitana di Napoli
Questo è l'elenco delle stazioni della metropolitana di Napoli, comprendente tutte le stazioni attualmente aperte e non della metropolitana di Napoli gestite dall'Azienda Napoletana Mobilità (ANM) e dall'Ente Autonomo Volturno (EAV). La quasi totalità di esse si trova nel comune di Napoli. Le altre, quelle di fuori dell'area comunale, si concentrano soprattutto nella zona nord-est.

## Stazioni aperte
La tabella indica il nome di ogni stazione, la linea (o le linee) su cui è situata, la città e la municipalità (quest'ultima solo se si parla di Napoli) in cui si trova la stazione, la data della prima apertura, la tipologia di stazione e gli eventuali interscambi.
In azzurro le stazioni di interscambio con linee suburbane, regionali o nazionali (tram e funicolari dell'ANM, servizi ferroviari urbani e suburbani come la linea 2 di Trenitalia, Circumvesuviana e Cumana)
| Stazione            | Immagine | Linea          | Comune                | Municipalità | Data apertura     | Tipologia   | Interscambi                                                       |
| ------------------- | -------- | -------------- | --------------------- | ------------ | ----------------- | ----------- | ----------------------------------------------------------------- |
| Arco Mirelli        |          |                | Napoli                | I            | 16 luglio 2024    | sotterranea |                                                                   |
| Augusto             |          |                | Napoli                | X            | 4 febbraio 2007   | sotterranea |                                                                   |
| Aversa Centro       |          |                | Aversa                | -            | 24 aprile 2009    | sotterranea | Aversa                                                            |
| Aversa Ippodromo    |          |                | Aversa                | -            | 24 aprile 2009    | sotterranea |                                                                   |
| Centro Direzionale  |          |                | Napoli                | IV           | 1º aprile 2025    | sotterranea | Napoli Centro Direzionale                                         |
| Chiaia              |          |                | Napoli                | I            | 16 luglio 2024    | sotterranea |                                                                   |
| Chiaiano-Marianella |          |                | Napoli                | VIII         | 19 luglio 1995    | su viadotto |                                                                   |
| Colli Aminei        |          |                | Napoli                | III          | 28 marzo 1993     | in trincea  |                                                                   |
| Dante               |          |                | Napoli                | II           | 27 marzo 2002     | sotterranea |                                                                   |
| Duomo               |          |                | Napoli                | II           | 6 agosto 2021     | sotterranea |                                                                   |
| Frullone-San Rocco  |          |                | Napoli                | VIII         | 19 luglio 1995    | su viadotto |                                                                   |
| Garibaldi           |          |                | Napoli                | IV           | 2 dicembre 2013   | sotterranea | Napoli Centrale Napoli Piazza Garibaldi Napoli Garibaldi Tram 1 2 |
| Giugliano           |          |                | Giugliano in Campania | -            | 24 aprile 2009    | sotterranea |                                                                   |
| Lala                |          |                | Napoli                | X            | 4 febbraio 2007   | sotterranea |                                                                   |
| Materdei            |          |                | Napoli                | II           | 5 luglio 2003     | sotterranea |                                                                   |
| Medaglie d'Oro      |          |                | Napoli                | V            | 28 marzo 1993     | sotterranea |                                                                   |
| Mergellina          |          |                | Napoli                | I            | 4 febbraio 2007   | sotterranea | Napoli Mergellina                                                 |
| Montedonzelli       |          |                | Napoli                | V            | 28 marzo 1993     | sotterranea |                                                                   |
| Mostra              |          |                | Napoli                | X            | 4 febbraio 2007   | sotterranea | Napoli Campi Flegrei Mostra-Stadio Maradona                       |
| Mugnano             |          |                | Mugnano di Napoli     | -            | 16 luglio 2005    | sotterranea |                                                                   |
| Municipio           |          |                | Napoli                | I            | 23 maggio 2015    | sotterranea | Tram 1 4                                                          |
| Municipio           |          | 16 luglio 2024 | Napoli                | I            |                   | sotterranea | Tram 1 4                                                          |
| Museo               |          |                | Napoli                | III          | 5 aprile 2001     | sotterranea | Napoli Piazza Cavour                                              |
| Piscinola-Scampia   |          |                | Napoli                | VIII         | 19 luglio 1995    | su viadotto |                                                                   |
| Piscinola-Scampia   |          |                | Napoli                | VIII         | 16 luglio 2005    | sotterranea |                                                                   |
| Policlinico         |          |                | Napoli                | VIII         | 28 marzo 1993     | sotterranea |                                                                   |
| Quattro Giornate    |          |                | Napoli                | V            | 5 aprile 2001     | sotterranea |                                                                   |
| Rione Alto          |          |                | Napoli                | V            | 28 marzo 1993     | sotterranea |                                                                   |
| Salvator Rosa       |          |                | Napoli                | II           | 5 aprile 2001     | sotterranea |                                                                   |
| San Pasquale        |          |                | Napoli                | I            | 16 luglio 2024    | sotterranea |                                                                   |
| Toledo              |          |                | Napoli                | II           | 17 settembre 2012 | sotterranea |                                                                   |
| Università          |          |                | Napoli                | II           | 26 marzo 2011     | sotterranea |                                                                   |
| Vanvitelli          |          |                | Napoli                | V            | 28 marzo 1993     | sotterranea | Funicolare Centrale Funicolare di Chiaia Funicolare di Montesanto |

## Stazioni in costruzione
La tabella indica il nome di ogni stazione, la linea d'ubicazione, la città di locazione, le date di inizio e prevista fine dei lavori, la tipologia e gli eventuali interscambi.
| Stazione          | Linea | Comune           | Municipalità | Tipologia   | Interscambi                     |
| ----------------- | ----- | ---------------- | ------------ | ----------- | ------------------------------- |
| Capodichino       |       | Napoli           | VII          | sotterranea | Aeroporto di Napoli-Capodichino |
| Di Vittorio       |       | Napoli           | VII          | sotterranea |                                 |
| Di Vittorio       |       | Napoli           | VII          | sotterranea |                                 |
| Melito            |       | Melito di Napoli | -            | sotterranea |                                 |
| Miano             |       | Napoli           | VII          | sotterranea |                                 |
| Miano             |       | Napoli           | VII          | sotterranea |                                 |
| Poggioreale       |       | Napoli           | IV           | sotterranea | Poggioreale Tram 1 2            |
| Regina Margherita |       | Napoli           | VII          | sotterranea |                                 |
| Regina Margherita |       | Napoli           | VII          | sotterranea |                                 |
| Secondigliano     |       | Napoli           | VII          | sotterranea |                                 |
| Secondigliano     |       | Napoli           | VII          | sotterranea |                                 |
| Tribunale         |       | Napoli           | IV           | sotterranea |                                 |